# Izquierda-Ezkerra
Izquierda-Ezkerra fue una coalición política española de ámbito navarro, formada inicialmente por Izquierda Unida de Navarra (IUN-NEB) y Batzarre en 2011. En abril de 2023 anunció su desaparición tras incorporarse Podemos Navarra a la alianza, lo que dio lugar a la marca Contigo Navarra-Zurekin Nafarroa.

## Historia
Entre 2003 y 2010, Batzarre formó parte de la coalición Nafarroa Bai, abandonándola ese año y aceptando en votación específica el ofrecimiento de Izquierda Unida de Navarra para conformar una nueva coalición electoral de izquierda. El 29 de enero de 2011 dieron a conocer que la marca electoral de su coalición llevaría el nombre bilingüe (en castellano y euskera) de Izquierda-Ezkerra.
Izquierda-Ezkerra aspiraba a generar un movimiento político abierto para unir a la izquierda navarra, poniendo más énfasis en este eje ideológico que en otros. Este propósito fue valorado positivamente por la Plataforma Navarra por el Cambio (escisión del PSN-PSOE), que mostró su disposición a sumarse a este «polo de izquierdas». También recibieron el apoyo de Los Verdes-Grupo Verde (LV-GV).
Aunque no se consideraba a sí misma una coalición nacionalista vasca, Izquierda-Ezkerra compartía con dicho movimiento político la iniciativa de extender la oficialidad del euskera a todo el territorio navarro, abogando para ello por la reforma de la Ley Foral del Vascuence suprimiendo la zonificación lingüística.
Sus cabeza de lista al Parlamento de Navarra, a la alcaldía de Pamplona y a la de Tudela fueron, respectivamente, José Miguel Nuin (IUN-NEB), Edurne Egino (independiente) y Milagros Rubio (Batzarre).

### Trayectoria en el Parlamento de Navarra
Finalmente, tras obtener 18.409 votos (5,7%), consiguieron tres representantes en el Parlamento: dos miembros de IUN (José Miguel Nuin y María Luisa de Simón) y uno de Batzarre (Txema Mauleón). En el Ayuntamiento de Pamplona consiguieron un concejal (Edurne Egino) y en Tudela consiguieron ser tercera fuerza, con cuatro concejales. 
El 27 de agosto de 2011 anunció que la coalición se mantendría para las elecciones generales de ese año, en las que consiguió un total de 18.224 votos (5,51%).
La coalición también se presentó en los comicios de 2015, logrando unos buenos resultados entre los que destacarían las alcaldías de Tudela y Castejón.
Para las elecciones forales de 2019, hubo negociaciones entre I-E y Podemos Ahal Dugu que no consiguieron materializar un acuerdo electoral para los comicios. En las elecciones, I-E obtuvo 10 472 votos, tan sólo 28 por encima de los 10 444 que hicieron falta en esa cita electoral para superar el umbral mínimo del 3 % con el que obtener diputado. María Luisa «Marisa» de Simón fue la única diputada de I-E durante la X legislatura de Navarra.

### Alcaldía de Tudela
En las elecciones municipales de 2015, I-E consiguió un gran resultado en el ayuntamiento de Tudela, logrando los mismos concejales que Unión del Pueblo Navarro, el partido más votado. Esto le suponía una mejora de 2 concejales respecto a la cita electoral de 2011. Además, el Ayuntamiento cambió enormemente, pues UPN bajó de 8 a 6 concejales y el PPN de 4 a 2, dejando al espacio tradicional de derecha en sólo 8 concejales de los 21 del consistorio. Por otro lado, aunque el PSN bajó sus concejales de 5 a 3, los espacios restantes fueron ocupados por las nuevas formaciones de Tudela Puede (TD PD, la marca local de Podemos Navarra) y Candidatura de Unidad Popular (CUP, una agrupación de electores), que ofrecieron su apoyo al candidato de I-E, Eneko Larrarte, para ser alcalde de la ciudad.

### Disolución de la coalición
El 4 de abril de 2023, coincidiendo con la disolución del Parlamento de la X legislatura de Navarra, Izquierda-Ezkerra anunció oficialmente su cese tras más de 12 años de existencia. Un cese anunciado, ya que desde noviembre de 2021 se había ratificado la intención de refundar la coalición política de izquierdas sumando a Podemos de Navarra y la misma se había ratificado el 2 de julio de 2022 con la fundación de la nueva marca. José Miguel Nuin expresó su motivación en ver la trayectoria que iniciaba I-E con Podemos, Alianza Verde e independientes con la nueva marca Contigo Navarra-Zurekin Nafarroa.

## Resultados electorales

### Elecciones al Parlamento de Navarra
|  | 5,71 % |

|  | 3,69 % |

|  | 3,01 % |